# 瓦赫河畔比斯特里察
瓦赫河畔比斯特里察，是斯洛伐克西北部的一個城市。坐落於瓦赫河畔。距日利納約30公里。